# Federico Basile
Federico Basile (Messina, 19 giugno 1977) è un politico italiano, sindaco di Messina e della sua città metropolitana dal 16 giugno 2022.

## Biografia
Nato a Messina il 19 giugno 1977, Federico Basile ha conseguito nel 2001 la laurea in economia e commercio all'Università degli studi di Messina. Nel 2005 ottiene l'abilitazione alla professione di commercialista oltreché a quella di revisore dei conti.
Dal 2013 al 2018 è stato componente del collegio dei revisori dei conti dell'Università di Messina, mentre dal 2016 al 2017 è stato esperto di marketing ed economia del territorio del comune di Montalbano Elicona. A partire dal febbraio 2020 ha ricoperto la doppia carica di presidente del nucleo di valutazione della città metropolitana di Messina e direttore generale del comune di Messina.

### Attività politica
Nel 2022 si è candidato a sindaco di Messina in vista delle elezioni amministrative con il partito Sicilia Vera del sindaco dimissionario Cateno De Luca, insieme a otto liste civiche e alla lista Prima l'Italia. Vince al primo turno, grazie alla legge elettorale regionale che prevede l'elezione diretta del candidato sindaco che consegue almeno il 40% dei suffragi, con il 45,56% dei voti, raccogliendo in totale 44.937 preferenze. Il 16 giugno viene ufficialmente proclamato sindaco di Messina.